# Amelie Fried

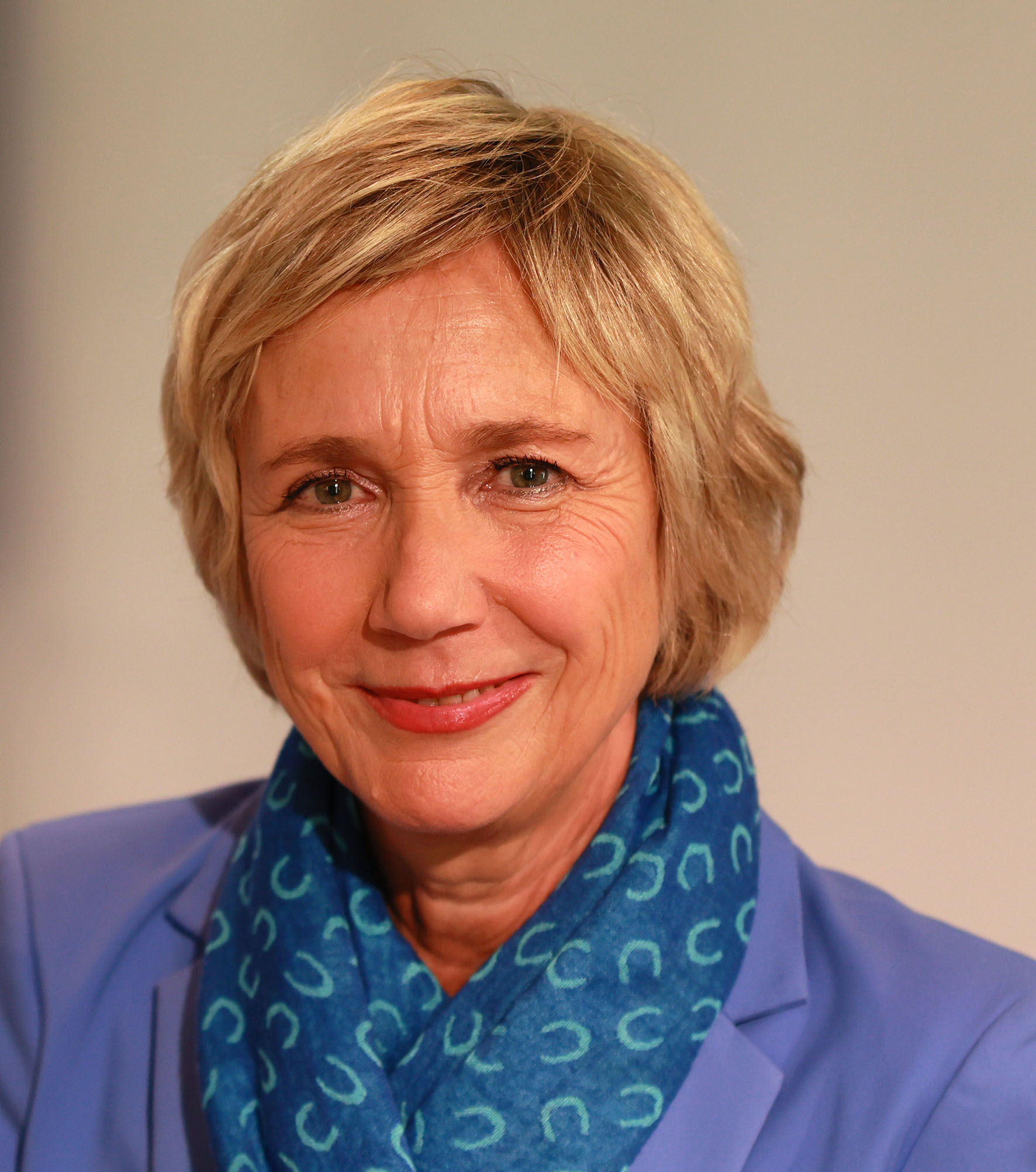
Amelie Fried (Frankfurter Buchmesse, 2022)

Amelie Ilse Fried (* 6. September 1958 in Ulm) ist eine deutsche Moderatorin und Schriftstellerin.

## Leben

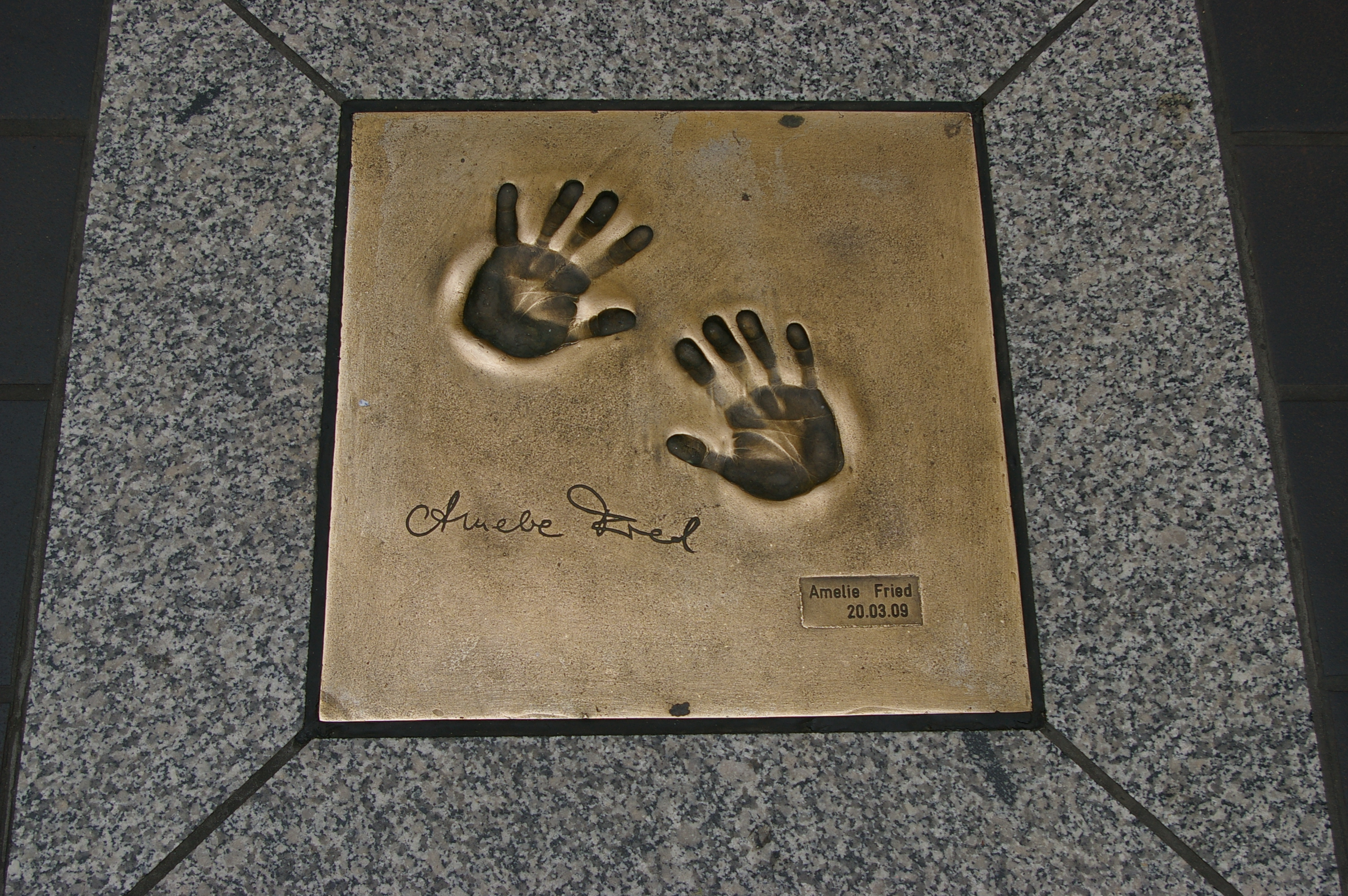
Bremen, Handabdruck in der Lloyd-Passage

Amelie Fried ist die Tochter des Publizisten und Verlegers Kurt Fried und der Buchhändlerin Inge Fried-Ruthardt. Nach ihrem Abitur an der Odenwaldschule in Heppenheim studierte sie von 1976 bis 1983 Germanistik, Theaterwissenschaft, Publizistik, Kunstgeschichte, Kommunikationswissenschaft, Völkerkunde und Italienische Sprache in München ohne akademischen Abschluss. Danach studierte sie bis 1989 an der Hochschule für Fernsehen und Film München, wo sie in den Fächern Dokumentarfilm und Fernsehpublizistik mit Diplom abschloss.

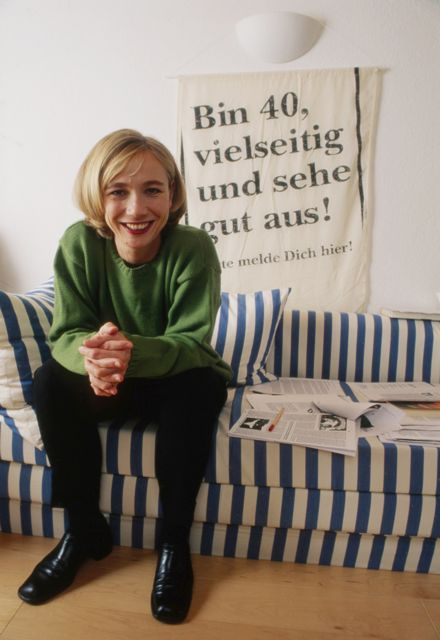
Amelie Fried (1998)

1984 begann Fried, Sendungen im Fernsehen zu moderieren, zunächst im Jugendfernsehen des Bayerischen Rundfunks Live aus dem Alabama, dann live sowie Stern TV (in Vertretung für Günther Jauch). Für ihre Moderation erhielt sie 1988 einen Bambi. Von 1987 bis 1989 moderierte sie, zunächst mit Trutz Beckert, die ZDF-Talkshow live. Von 1998 bis 2009 war sie neben Giovanni di Lorenzo Gastgeberin der Talkshow 3 nach 9 bei Radio Bremen. Von Juli 2009 bis Dezember 2010 moderierte sie im ZDF gemeinsam mit Ijoma Mangold die Literatursendung Die Vorleser, eine Nachfolgesendung von Lesen!
Amelie Fried arbeitet auch als Buch- und Zeitschriftenautorin. Bis Ende 2011 schrieb sie eine Kolumne für die Frauenzeitschrift Für Sie. Nach einem Buch für Erwachsene über Kinder erschien 1996 ihr literarisches Debüt als Romanautorin, Traumfrau mit Nebenwirkungen.
Amelie Fried engagierte sich mehrfach zu Fragen der Erinnerungskultur und Vergangenheitsaufarbeitung. So unterstützte sie etwa die Aberkennung der Ehrenbürgerschaften von Hindenburg und Hitler in ihrem Wohnort Dietramszell. In München setzt sie sich für die Verlegung von Stolpersteinen auf öffentlichem Grund ein. Ihr Großonkel Max Fried und seine Frau Lilly sind 1943 deportiert und in Auschwitz ermordet worden.
Seit Oktober 2010 ist Amelie Fried offizielle Patin des Kinderhospiz Bethel. Sie ist mit dem Drehbuchautor Peter Probst verheiratet. Ihre beiden jüngeren Brüder sind Nico Fried (eigentlich: Nicolaus Florian Fried, Publizist, nach 22 Jahren bei der SZ seit August 2022 Politikchef beim Stern) und Rainer Fried (Musical-Regisseur und -Produzent).

## Auszeichnungen, Ehrungen
- 1986: Adolf-Grimme-Preis
- 1986: Telestar-Förderpreis
- 1988: Bambi für TV-Moderation
- 1998: Deutscher Jugendliteraturpreis für Hat Opa einen Anzug?
- 2009: Handabdruck auf der Mall of Fame in Bremen
- 2019: Oberbayerischer Kulturpreis

## Werke (Auswahl)

### Erwachsenenliteratur
- Die StörenFrieds. Geschichten von Leo und Paulina. Illustriert von Jacky Gleich. Mosaik, München 1995; Goldmann, München 1999, ISBN 3-442-44380-6
- Traumfrau mit Nebenwirkungen. Hoffmann und Campe, Hamburg 1996; Goldmann, München 1998, ISBN 3-442-43865-9
- Neues von den Störenfrieds. Illustriert von Jacky Gleich. Mosaik, München 1997; Goldmann, München 1999, ISBN 3-442-44564-7
- Am Anfang war der Seitensprung. Roman. Hoffmann und Campe, Hamburg 1998; Heyne, München 2006, ISBN 3-453-40497-1
- als Herausgeberin: Wann bitte findet das Leben statt? Rowohlt, Reinbek bei Hamburg 1999; ebd. 2006, ISBN 3-499-24261-3
- Der Mann von nebenan. Roman. Heyne, München 1999; ebd. 2006, ISBN 3-453-40496-3
- Geheime Leidenschaften und andere Geständnisse. Heyne, München 2001, ISBN 3-453-18665-6
- Glücksspieler. Roman. Heyne, München 2001; ebd. 2008, ISBN 978-3-453-40647-6
- Verborgene Laster und andere Geständnisse. Heyne, München 2003, ISBN 3-453-87129-4
- Liebes Leid und Lust. Roman. Heyne, München 2003; ebd. 2006, ISBN 3-453-40495-5
- Rosannas Tochter. Roman. Heyne, München 2005; ebd. 2008, ISBN 978-3-453-72174-6
- Offene Geheimnisse und andere Enthüllungen. Heyne, München 2006, ISBN 3-453-59015-5
- Die Findelfrau. Roman. Heyne, München 2007; ebd. 2008, ISBN 978-3-453-40550-9
- Schuhhaus Pallas. Wie meine Familie sich gegen die Nazis wehrte. Unter Mitarbeit von Peter Probst. Hanser, München 2008; erweitert: dtv, München 2010, ISBN 978-3-423-62464-0[10]
- Franz Josef und ich oder Liebe auf den zweiten Blick. Sanssouci, München 2008, ISBN 978-3-8363-0089-6
- Immer ist gerade jetzt. Roman. Heyne, München 2009; ebd. 2010, ISBN 978-3-453-40719-0
- Eine windige Affäre. Roman. Heyne, München 2011, ISBN 978-3-453-26588-2
- Wildes Leben. Späte Einsichten und verblüffende Aussichten. Heyne, München 2011, ISBN 978-3-453-40674-2
- Verliebt, verlobt – verrückt. Warum alles gegen die Ehe spricht und noch mehr dafür. Heyne, München 2012, ISBN 978-3-453-19524-0
- Traumfrau mit Lackschäden. Roman. Heyne, München 2014, ISBN 978-3-453-26589-9
- Ich fühle was, was du nicht fühlst. Roman. Heyne, München 2016, ISBN 978-3-453-26590-5
- Die Spur des Schweigens. Roman. Heyne, München 2020, ISBN 978-3-453-27048-0
- Traumfrau mit Ersatzteilen. Roman. Heyne, München 2022, ISBN 978-3-453-27297-2
- Der längste Sommer ihres Lebens. Roman. Heyne, München 2024, ISBN 978-3-453-27298-9

### Kinder- und Jugendbücher
- Hat Opa einen Anzug an? Mit Bildern von Jacky Gleich. Hanser, München 1997, ISBN 3-446-19076-7
- Der unsichtbare Vater. Mit Bildern von Jacky Gleich. Hanser, München 1999, ISBN 3-446-19737-0
- Taco und Kaninchen (mit Peter Probst). 6 Bände, München 2003–2006
- (Hrsg.): Ich liebe dich wie Apfelmus. Die schönsten Gedichte für Kleine und Große. Bertelsmann, München 2006, ISBN 3-570-13141-6
- (Hrsg.): Unsere Lieblingsgeschichten. Omnibus, München 2007, ISBN 978-3-570-21806-8

### Zeitungsartikel
- Über die Odenwaldschule. Die rettende Hölle. in: FAZ, 14. Juni 2010, abgerufen am 12. Juli 2015.

## Verfilmungen
- 1998: Traumfrau mit Nebenwirkungen (ZDF)
- 1999: Am Anfang war der Seitensprung (ARD)
- 2001: Am Anfang war die Eifersucht (ARD)
- 2001: Der Mann von nebenan (Sat.1)
- 2006: Liebes Leid und Lust (ZDF)
- 2010: Rosannas Tochter (ARD)